# Болотов Костянтин Григорович
Костянтин Григорович Болотов (нар. 24 травня 1892 — пом. 14 травня 1934) — український радянський кінорежисер, сценарист, художник.

## Біографія
Народився 24 травня 1892 року. Навчався у Харківському художньому училищі та Харківській малювальній школі. На початку 1920-х працював театрі Бориса Глаголіна в Одесі, художником у видавництві «Книгоспілка». З 1925 року працюваі художником Всеукраїнського фотокіноуправління у Харкові і Києві, з 1927 року — режиссер на Київській кінофабриці Всеукраїнського фотокіноуправління.
Помер 14 травня 1934 року.

## Творчість
Зняв короткометражні культурфільми "Торф", "Скотарство", "Силос", "Миргород", "Шашіль" (всі - 1930), повнометражний навчальний фільм з використанням анімації "Механіка нормальних пологів" (1930) та дитячі ігрові фільми "Шкідник" (1929) та "Газетярі" (1931, за власним сценарієм).
Створював малюнки для журналу «Кіно» та плакати до художніх фільмів, зокрема:
- «Хіба ми можемо мовчати?», 1920-ті;
- «Луїза Міллєр», 1922;
- «Тарас Шевченко», 1926;
- «Мандрівні зорі», 1926;
- «Беня Крик», 1926;
- «Каторжник з Кайєнни», 1926;
- «Владар блискавки», 1926;
- «Спартак», 1926;
- «Кіра Кіраліна», 1926;
- «Пасинки Берліну», 1926;
- «Непевний багаж», 1926;
- «Сюркуф», 1926;
- «Микола Джеря», 1926;
- «Дитина базару», 1926;
- «Еспанська танцюристка», 1927;
- «Сумка дипкур’єра», 1927;
- «Непереможні», 1927;
- «Дело №128», 1927;
- «Робін Гуд», 1927;
- «Людина під чужим ім’ям», 1927;
- «Митя», 1927;
- «Два дні», 1927;
- «Лавина», 1928;
- «Буря», 1928;
- «Кіра Кіраліна», 1928;
- «Сигнали з моря», 1928;
- «Людина під чужим ім’ям», 1928;
- «Жінка під 40 років», 1928;
- «Млин на вузліссі», 1928;
- «Ткачі», 1928;
- «Дівчина з палуби», 1928.

У 1927 на виставці у Лейпцизі був відзначений нагородою за плакат «Еспанська танцюристка». 

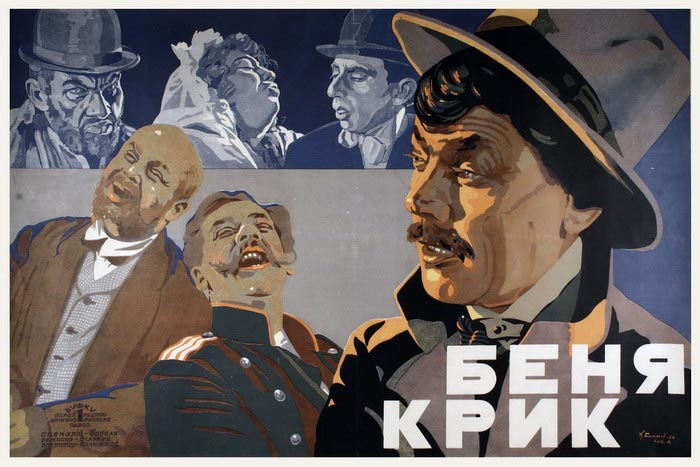
«Беня Крик»
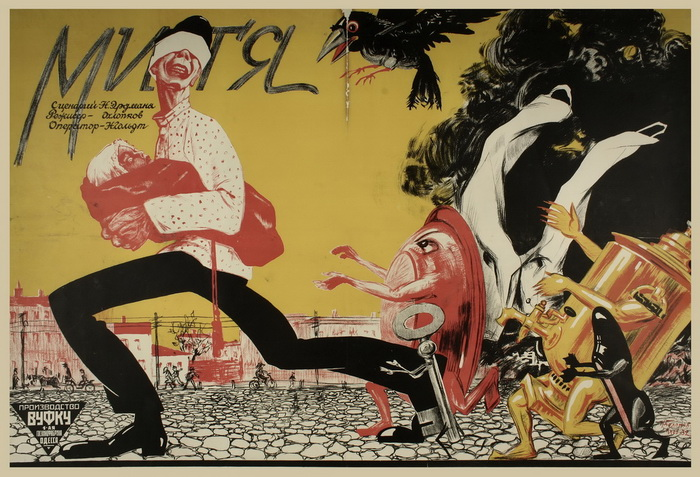
«Митя»
«Микола Джеря»
«Сумка дипкур’єра»